# Manuel Ángel Redondo
Manuel Ángel Redondo (Caracas, Venezuela; 23 de diciembre de 1989) es un comediante, presentador y locutor venezolano. Sus orígenes se encuentran en  la emisora radial La Mega, donde condujo varios programas por más de 10 años hasta que la Comisión Nacional de Telecomunicaciones de Venezuela (CONATEL) sancionó legalmente a la emisora debido a los comentarios emitidos por Manuel Ángel, criticando la realidad venezolana en clave de comedia.  
Tras su salida de la radio en vivo se dedica a su carrera de stand up comedy. Desarrolló varios proyectos, incluyendo Pero tenemos patria, Ya casi nos vamos, El Hueco Podcast, y el documental Viviendo al mínimo. Desde 2019 conduce el web show Entregrados. En 2023 anuncia el final de Entregrados, poniéndole fin al show luego de 4 años para enfocarse en otros proyectos.

## Vida personal
Manuel Ángel Redondo Medina nació en Caracas el 23 de diciembre de 1989. Fue criado entre la capital de Venezuela y Puerto Píritu, un pueblo playero del estado Anzoátegui. Es Licenciado en Comunicación Social, mención Audiovisual, egresado de la Universidad Santa María. Actualmente, reside en la ciudad de Buenos Aires, Argentina.

## Carrera

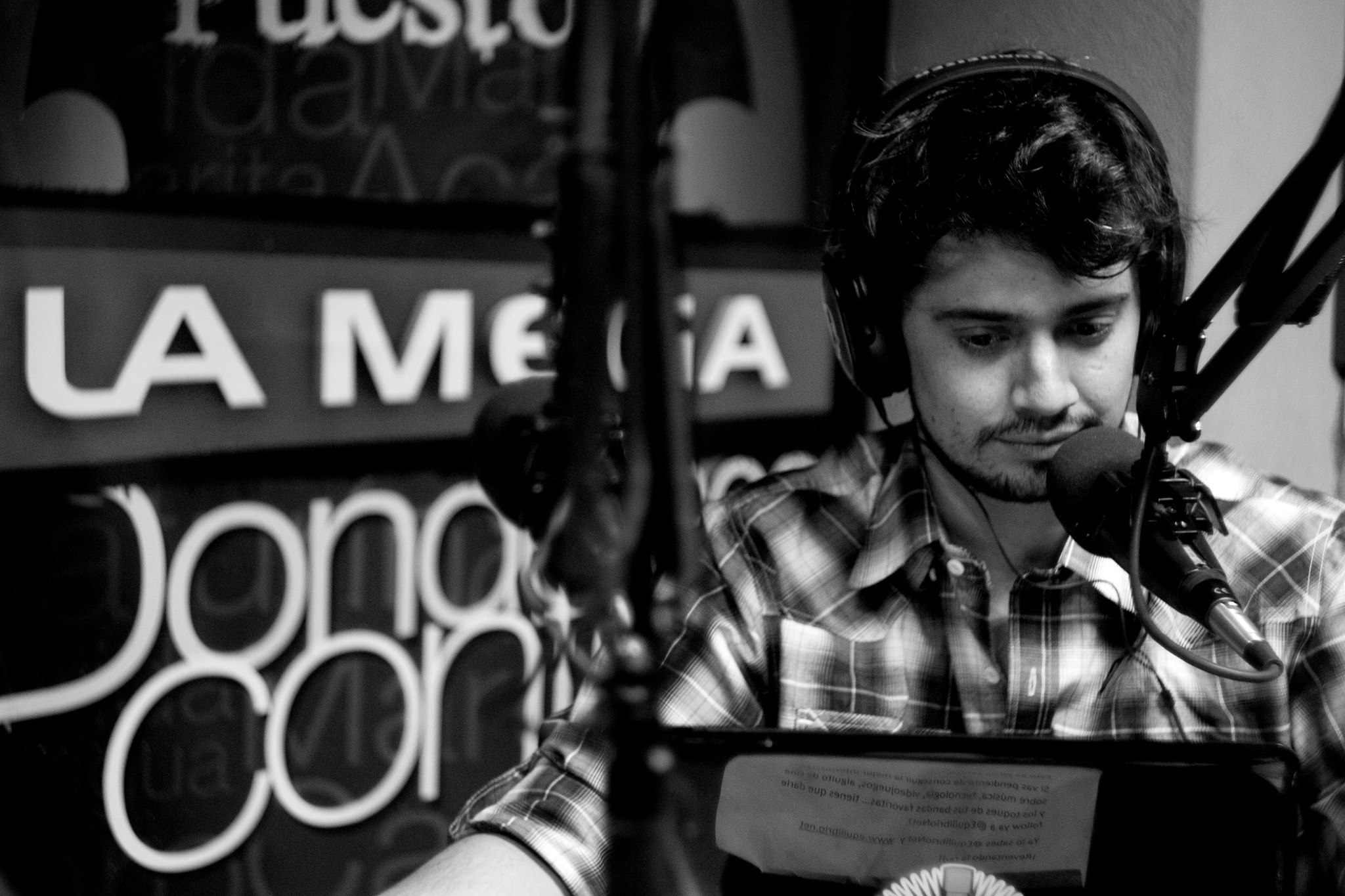
Manuel Ángel Redondo en La Mega

### Fundación Nuevas Bandas y carrera radial
Desde temprana edad Manuel Ángel trabajó con el Festival Nuevas Bandas, viajando por Venezuela viendo y seleccionando a las agrupaciones participantes de cada edición, lo que ayuda a empezar su carrera en la radio, específicamente La Mega, produciendo y conduciendo espacios de música especializada como “Fabricado Acá”, “Rock en Ñ” y el más conocido, “El Ruido”. 
Con el paso del tiempo fue abriéndose paso en la programación diurna de la emisora, conduciendo espacios de variedad y comedia como “Tres contra el Mundo” con Nacho Redondo y Michelle Dernersissian, “Disparejos” con el Profesor Briceño y “Galanes de Radio” con Rodrigo Lasarte. Luego de la Muerte de Iván Loscher en 2017, pasa a ser la voz en off oficial de la emisora. En julio de 2018, la Comisión Nacional de Telecomunicaciones (Conatel) abrió un procedimiento administrativo sancionatorio contra la emisora, argumentando la presunta violación de la Ley Resorte al emitir "comentarios no permitidos en horario supervisado" en el programa “Galanes de Radio”. Esto trajo como consecuencia la salida del aire del programa y la decisión de Manuel Ángel de abandonar la programación en vivo de la radio.
Desde entonces, Manuel Ángel ha desarrollado una serie de proyectos en línea, incluyendo "Pero Tenemos Patria", "Entregrados", "Ya casi nos vamos" y el documental "Viviendo al mínimo", en el que se mantuvo con un salario mínimo en Venezuela por una semana, al igual que stand up comedies como “En Horario Supervisado” y "Empezando de Cero". Este último stand-up lo ha llevado a presentarse a varias ciudades de Latinoamérica, Estados Unidos y Europa.

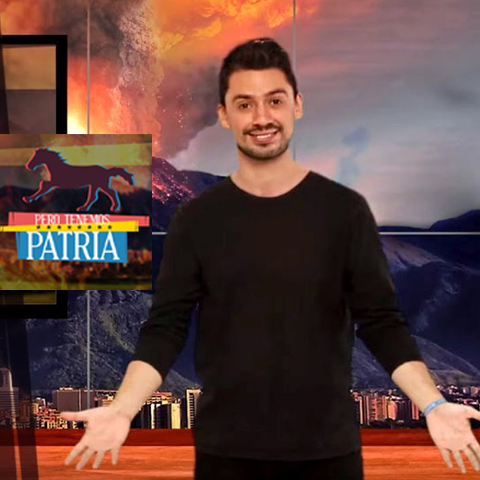
Manuel Ángel en Pero Tenemos Patria (2014)

### Pero Tenemos Patria(2013-2019)
En 2013 es seleccionado como host y creativo del webshow de sátira política “Pero Tenemos Patria”, proyecto creado por Plop Contenido, agencia digital creadora de El Chigüire Bipolar (Premio Václav Havel 2017 a la disidencia creativa), Isla Presidencial y Heads of Space. El webshow contó con mucha notoriedad en Venezuela y Latinoamérica, convirtiéndose en uno de los productos más vistos de Internet en el momento.

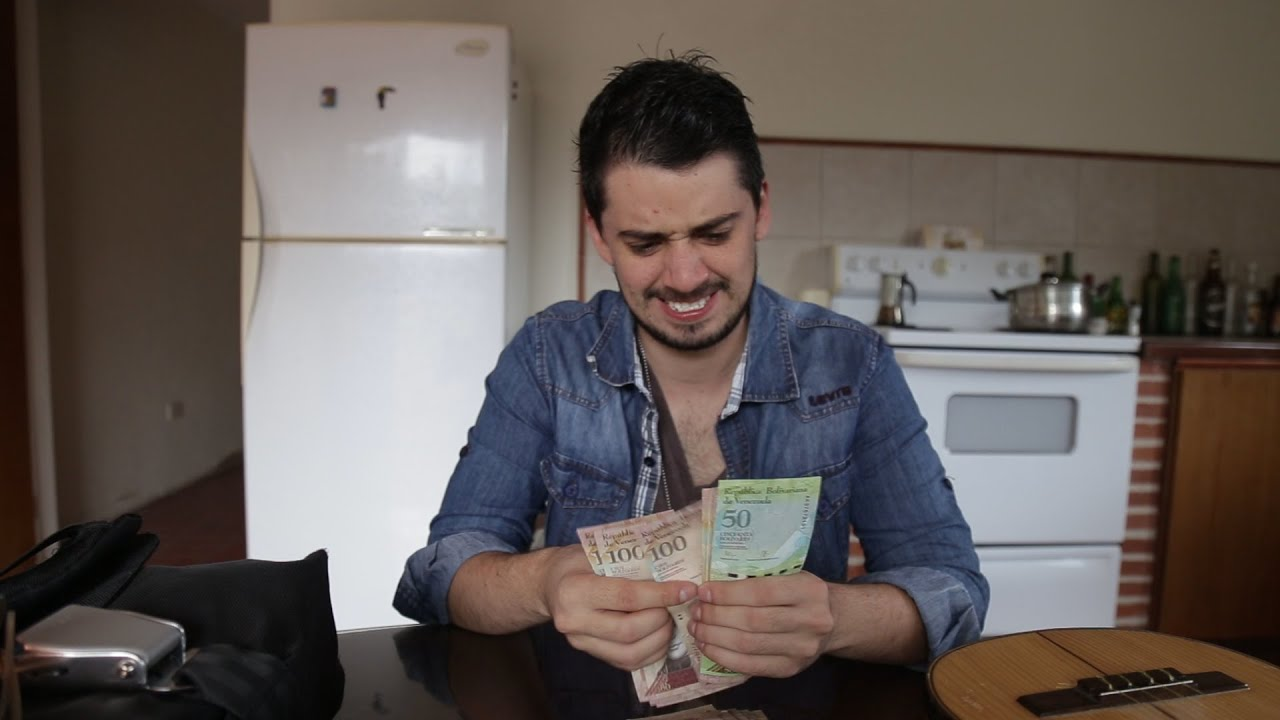
Manuel Ángel en Viviendo al Mínimo (2016)

### Viviendo al Mínimo(2016)
A mediados de 2016 protagonizó el corto documental “Viviendo Al Mínimo”, en el que intentó alimentarse por una semana con el equivalente al salario mínimo venezolano del momento. El documental generó millones de reproducciones en distintas plataformas y llevó a Manuel Ángel a realizar entrevistas en medios de toda Venezuela, Latinoamérica, EEUU y España.

### Stand-up comedy (2018-2023)

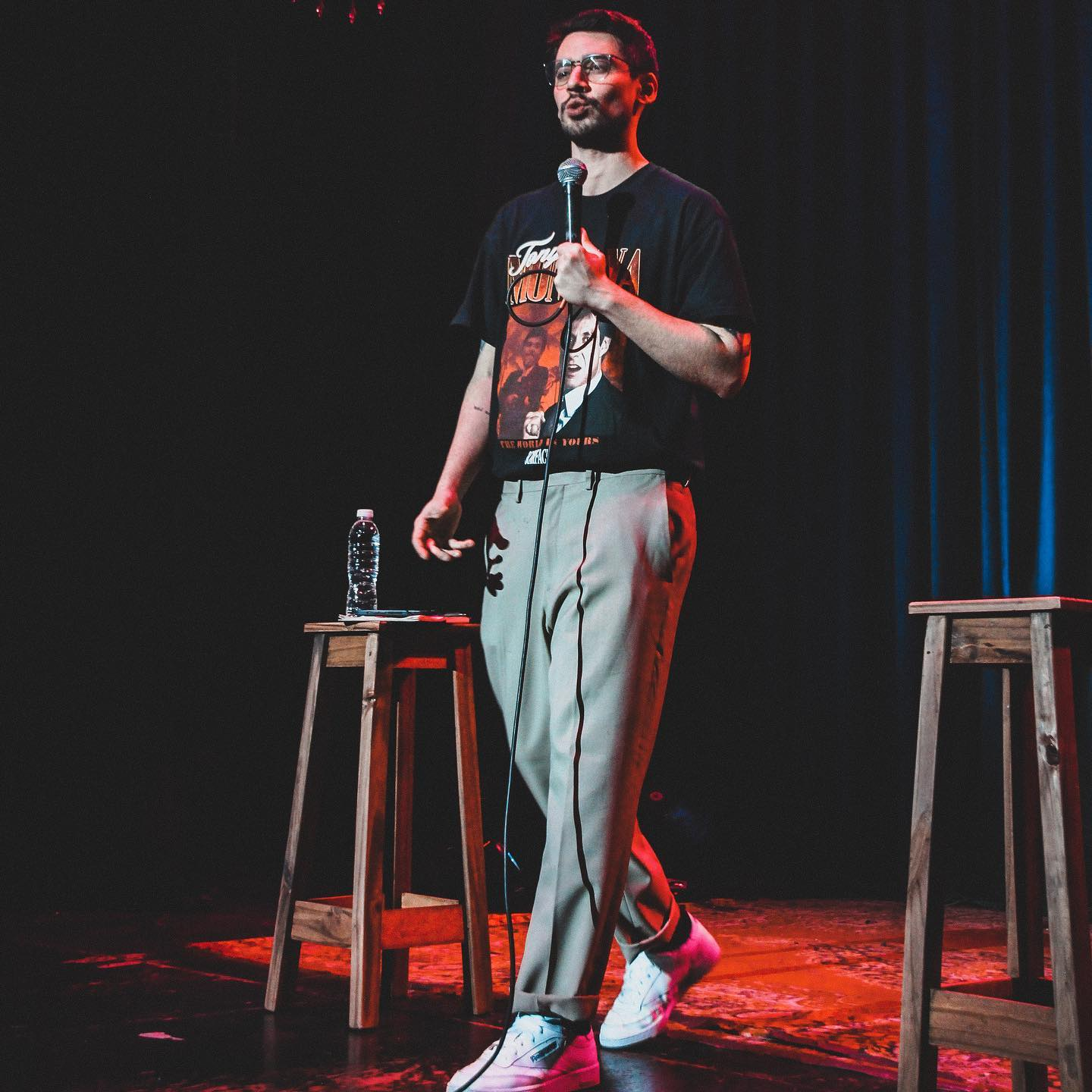
Manuel Ángel en su gira Probando en Buenos Aires (2023)

Tras su salida de la radio en vivo en 2018, decidió centrarse en su carrera de stand-up. Ha girado por toda Venezuela con shows como “Horario Supervisado”, “Ya Casi Nos Vamos” y “Para Acá No Viene Ni El Diablo”. En el año 2019 estrena su primer show unipersonal, “Empezando de Cero”, que habla sobre la reinvención tras la adversidad, con el cual pudo girar por Chile, Argentina, Panamá, Colombia, España, Estados Unidos y las principales ciudades de Venezuela.
En 2022, luego de la pandemia del COVID-19, estrena su nuevo show unipersonal, "En Vivo", con una mezcla de rutina de stand-up, dinámicas de interacción con el público, e improvisación. Además de presentar su show en Venezuela, estrenó funciones en Colombia, España, Portugal, Alemania, Inglaterra, Argentina, Chile, Uruguay, Perú, Ecuador y Estados Unidos.
En julio de 2023 estrena su primer especial de comedia, "Shots", el cual recoge material de los shows unipersonales que giró por Venezuela y el mundo. 

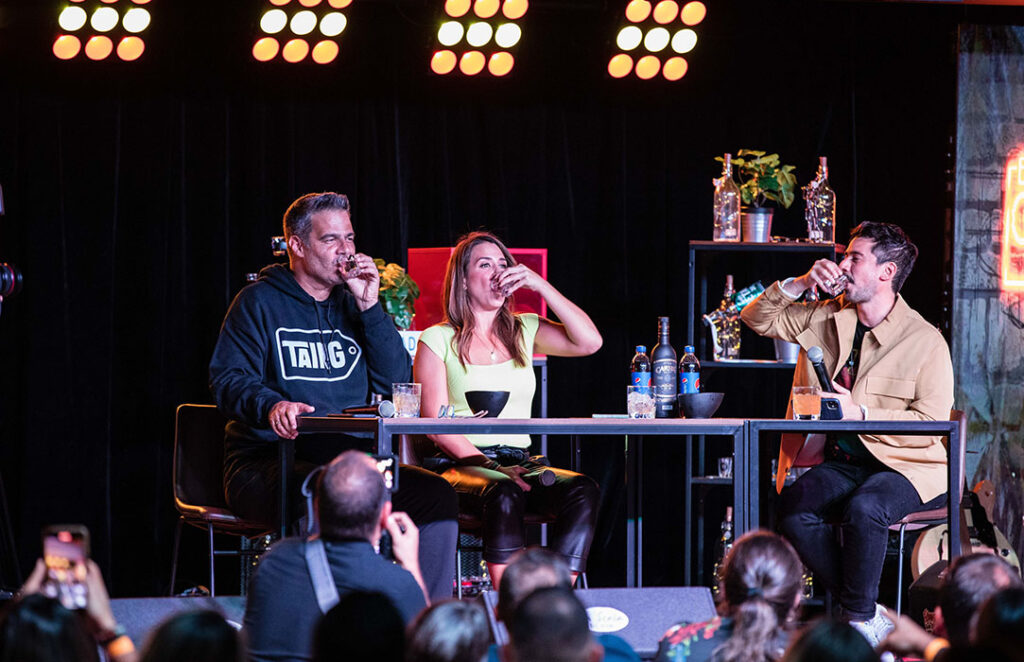
Manuel Ángel en Entregrados junto a Luis Chataing y Érika de La Vega (2021)

### Entregrados(2019-actualidad)
Desde 2019 conduce el webshow Entregrados, programa de entrevistas alcoholizadas desarrollado junto a El Patio Content Studio en el que utiliza el licor como principal desinhibidor de sus invitados mediante juegos y preguntas particulares. El programa se hizo tremendamente viral desde sus inicios, llegando a ser el canal de YouTube venezolano con más rápido crecimiento en la plataforma, con millones de reproducciones, colaboraciones con grandes marcas como Pepsi, y notoriedad en la industria del entretenimiento venezolana.Invitados notables incluyen Emilio Lovera, Norkys Batista, Servando y Florentino, Lucas Lauriente, Luis Chataing, La Divaza, Oscarcito, y Lasso.
A partir de su temporada número 3, Entregrados comenzó a realizar funciones en vivo bajo el nombre "Entregrados Live". Entregrados Live se convierte así en uno de los formatos más exitosos del programa, con funciones en Estados Unidos, Chile, Argentina, México, España y Venezuela; e incluyendo una variedad de artistas de toda Hispanoamérica.

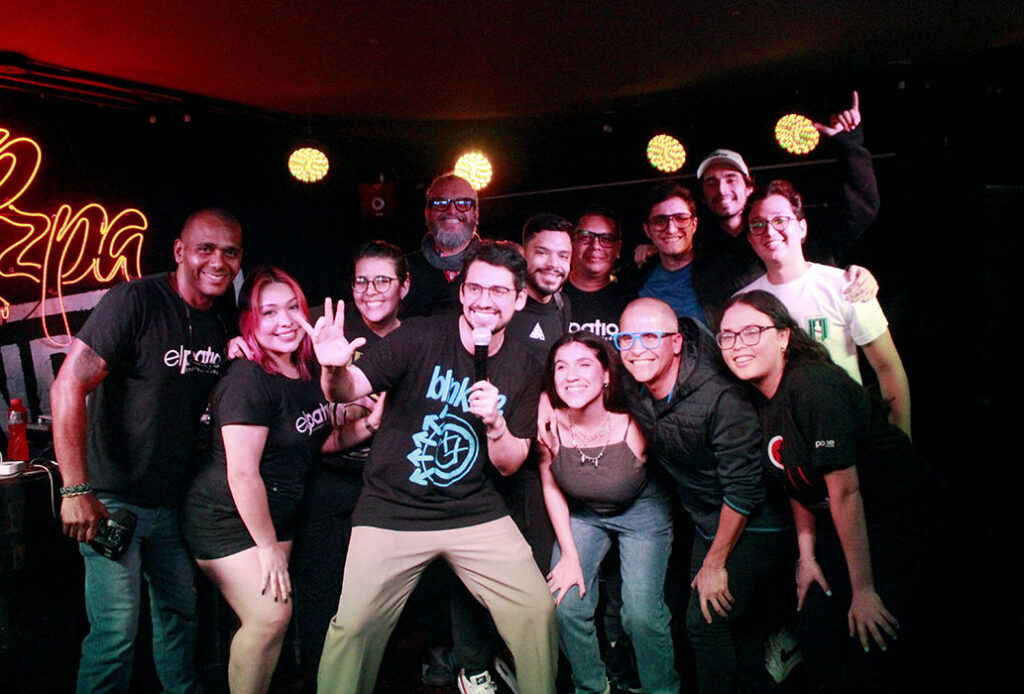
Grabación final de Entregrados (2023)

#### Cierre de Entregrados
Luego de 4 años al aire con 20 temporadas, casi 200 invitados y más de 600 mil subscriptores en YouTube, Entregrados anunció el estreno de su última temporada, denominada "Temporada de Imposibles". Con esta temporada, el programa reúne a varios de los artistas más populares de Venezuela, entre ellos Marko, Daniel Sarcos, Akapellah, y Catherine Fulop. El último episodio de esta temporada (junto a Sascha Barboza) fue proyectado el 15 de marzo del 2024 en las salas de Cines Unidos de toda Venezuela.

## Premios y nominaciones
| Organización     | Tipo                     | Galardón                                   | Razón |
| ---------------- | ------------------------ | ------------------------------------------ | --- |
| YouTube          | YouTube Creator Awards   | Silver Creator Award                       | Otorgado a los creadores que obtienen la cantidad de 100 000 (cien mil) suscriptores en su canal de YouTube. En este caso el premio fue otorgado al canal de YouTube de Entregrados. |
| Punto de Comedia | Premios Punto de Comedia | Comediante más Constante del Año (Ganador) | Otorgado al comediante con el mayor desarrollo de carrera en el año. |
| Pepsi            | Premios Pepsi Music 2020 | Mejor Contenido Digital (Ganador)          | Otorgado al mejor contenido online de Venezuela. Resultó ganador en esta edición de los premios gracias a su trabajo con Entregrados.                                                |
| Comedy Restobar  | Comedy Awards 2022       | Mejor Comediante Extranjero (Nominado)     | Otorgado al mejor comediante no chileno del año. |
| Pepsi            | Premios Pepsi Music 2023 | Mejor Contenido Digital (Nominado)         | Otorgado al mejor contenido online de Venezuela. Obtuvo la nominación gracias a su trabajo con Entregrados, el ganador del 2023 fue el influencer Fernando Andrés.                   |